# Fáskrúðsfjörður (fjord)
Fáskrúðsfjörður est fjord situé à l'est de l'Islande, dans la région d'Austurland.